# Ali Akbar Ahmadian
Ali Akbar Ahmadian (en persan : علی‌اکبر احمدیان) est un militaire et homme politique iranien et secrétaire du Conseil suprême de sécurité nationale depuis 2023.

## Biographie
Ali Akbar Ahmadian est né en 1961 à Shahrbabak, dans la province de Kerman. Il suit initialement des études de dentiste à l'université de Téhéran. Il est aussi diplômé en gestion stratégique de l'université supérieure de la Défense nationale.
Il participe à la guerre Iran-Irak au sein du corps des gardiens de la révolution islamique et poursuit sa carrière au sein de cette arme. À partir de 2000, il en dirige l'état-major interarmées.
Il détient le grade de général au sein des gardiens de la révolution.
Il est nommé secrétaire du Conseil suprême de sécurité nationale le 22 mai 2023, son premier poste politique. Avant cette date, il avait occupé exclusivement des fonctions militaires.